# Jenny Sullivan
Jenny Sullivan (nacida en 1947) es una actriz estadounidense de cine y televisión. 

## Biografía
Sullivan comenzó su carrera en películas de TV, su papel más conocido siendo el de la reportera "Kristine Walsh" en V, la miniserie original de NBC (1983). En 1984 volvió a interpretar dicho papel en la secuela " 'V, la batalla final. Su primera película fue, en 1968, The Angry Breed. Otros papeles cinematográficos suyos incluyen Plaza Suite (1971), The Other (El otro, 1972) y The Candidate (El candidato, 1972). Ha aparecido como estrella invitada en series de televisión como Adam-12, Sanford and Son, Ironside, Falcon Crest , L.A. Law (La ley de Los Ángeles) y Profesión Peligro. Hija del actor Barry Sullivan, en 1995 Jenny escribió la obra de teatro J for J (Journals for John), inspirada en una serie de cartas escritas por su padre a su lisiado hermano mayor Johnny que había encontrado y que su padre nunca llegó a enviar.

## Filmografía
| Año  | Título           | Personaje                 | Notas |
| ---- | ---------------- | ------------------------- | ----- |
| 1968 | The Angry Breed  |                           |       |
| 1970 | Getting Straight | Sheila                    |       |
| 1971 | Plaza Suite      | Mimsey Hubley             |       |
| 1972 | The Other        | Torrie                    |       |
| 1972 | The Candidate    | Lynn                      |       |
| 1977 | Breakfast in Bed | Sara                      |       |
| 1998 | Shadow of Doubt  | Capataz - Prueba de Mayer |       |